# Can Blanc (Arbúcies)
Can Blanc és una masia historicista d'Arbúcies (Selva) inclosa a l'Inventari del Patrimoni Arquitectònic de Catalunya.

## Descripció
Can Blanc és una masia del segle xvi formada per diverses edificacions i amb una important reforma a finals del segle xix que li canvià la seva fesomia original. Està situada als afores del nucli urbà d'Arbúcies però molt a prop de la carretera, des d'on es veu fàcilment. La casa principal és de planta rectangular formada per tres plantes i golfes, amb vessants a laterals. La façana principal presenta obertures rectangulars, algunes envoltades amb pedra. Hi ha una balconada i s'aprecien les restes d'un rellotge de sol. La porta d'entrada queda desplaçada i actualment no s'utilitza gaire. L'accés més usual a l'edifici es fa per la façana posterior que varia de la principal degut a un desnivell. Així, l'entrada correspon al primer pis i aquesta façana de darrere només presenta dues plantes. Al mateix nivell, a la dreta i adossada perpendicularment a la façana hi ha una capella dedicada a Sant Josep d'estil neoromànic. La porta és d'arc de mig punt amb arquivoltes decorades amb columnes amb capitell i arcs de pedra. A la part superior central hi ha una petita rosassa amb vitrall. La façana es troba flanquejada per dues columnes amb capitells decorats amb motius vegetals. L'edifici està coronat per un campanar d'espadanya d'un sol ull amb campana.
Un dels elements més destacats però, fruit de la remodelació del XIX, és la torre de planta hexagonal, coronada per merlets, amb tres pisos i rematada amb corseres. Les obertures d'aquesta torre són trilobulades. En aquesta remodelació es va fer un esgrafiat a la paret del qual no es conserva pràcticament res, algunes restes es poden veure en una façana lateral, on també trobem una llinda amb la inscripció de “ JOSEPH BLANCH”.
L'interior ha estat reformat en diverses ocasions però la planta baixa de l'edifici principal conserva el sostre amb volta. Hi ha altres elements com una llinda de pedra amb la data de 1776.
A la masia s'hi adossen una sèrie d'altres construccions dedicades a les feines del camp, corts, magatzems per a la maquinària i la pallissa que s'ha reformat amb bigues de porland.
Actualment tenen bestiar i modernes instal·lacions. Es viu de les feines agrícoles, ramaderes i forestals.

## Història
La primera notícia històrica data del 1308 quan Pere d'Hostalric declara tenir pel vescomte de Cabrera el mas Blanc d'Arbúcies.
El mas apareix documentat en el capbreu de 1313, i més endavant es troba documentat en el Fogatge de la Batllia de n'Orri de 1497 i 1515. També documentat en el Cadastre de 1743 i de 1800, i seguidament en el llistat de les cases de pagès del rector de la parròquia del 1826.
En el padró de 1883 hi consten dues famílies, la dels amos formada per tres membres i la dels masovers amb deu. En el padró de 1940 també hi trobem dues famílies, la dels amos amb dues persones i la dels masovers amb onze.
D'altra banda, Juli Serra el documenta en el mapa de 1890.